# الزياينة (لمراسلة)
الزياينة هي إحدى مشيخات المملكة المغربية، تتبع جغرافيا لإقليم آسفي وإداريًا للمراسلة. يقدر عدد سكانها بـ 12401 نسمة حسب الإحصاء الرسمي للسكان والسكنى لسنة 2004.